# Ausbesserungswerk Karlsruhe

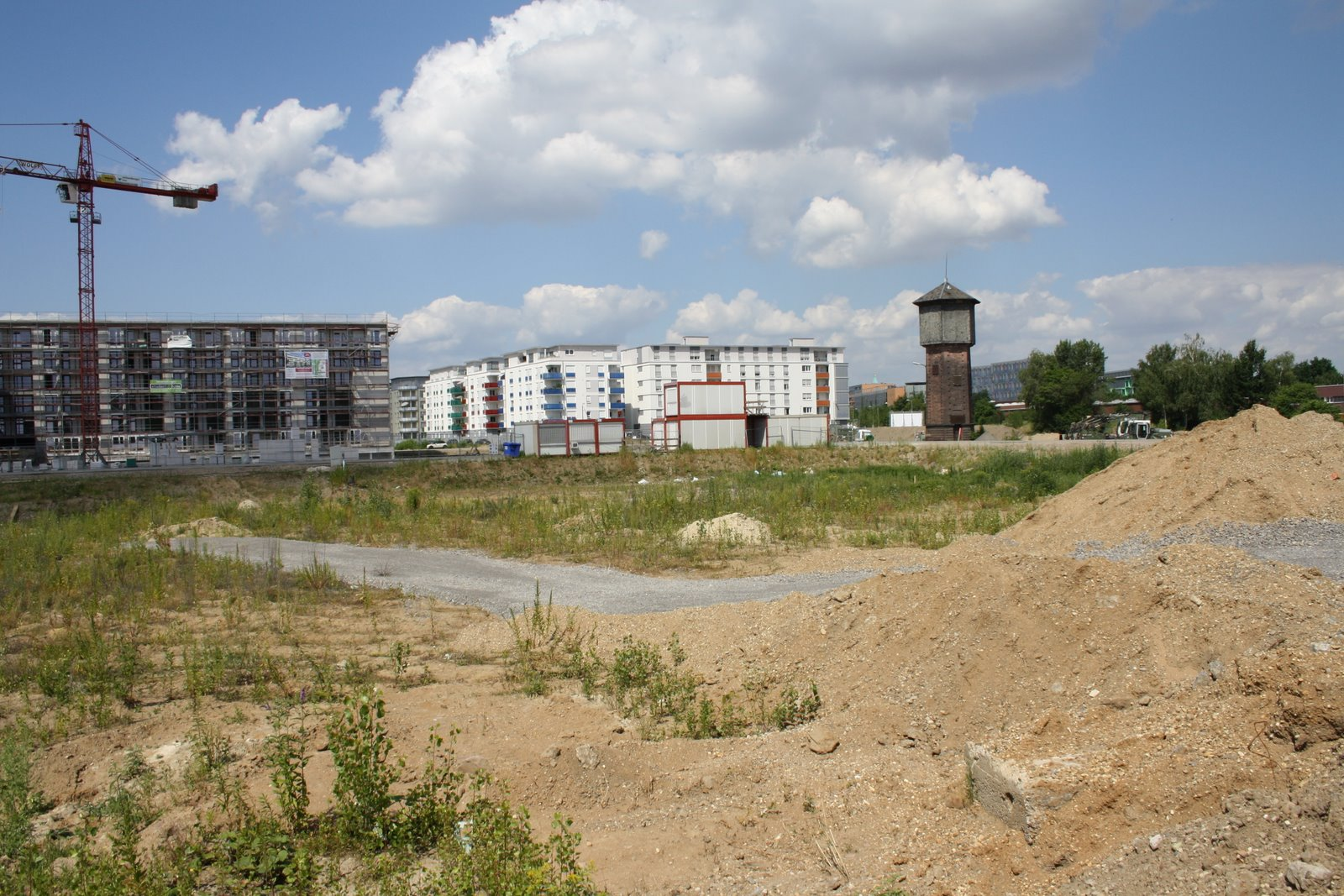
Baubetrieb Citypark mit Wasserturm

Das Ausbesserungswerk Karlsruhe war ein Ausbesserungswerk der Deutschen Bahn. Es bestand von 1849 bis 1997 und lag in der Karlsruher Südstadt zwischen der östlichen Kriegsstraße (jetzt Ludwig-Erhard-Allee) und Stuttgarter Straße. Ursprünglich von den Badischen Staatsbahnen als Hauptwerkstätte zur Unterhaltung aller ihrer Fahrzeuge gegründet, wurde die Unterhaltung von Lokomotiven bereits vor 1932 an andere Ausbesserungswerke abgegeben. 

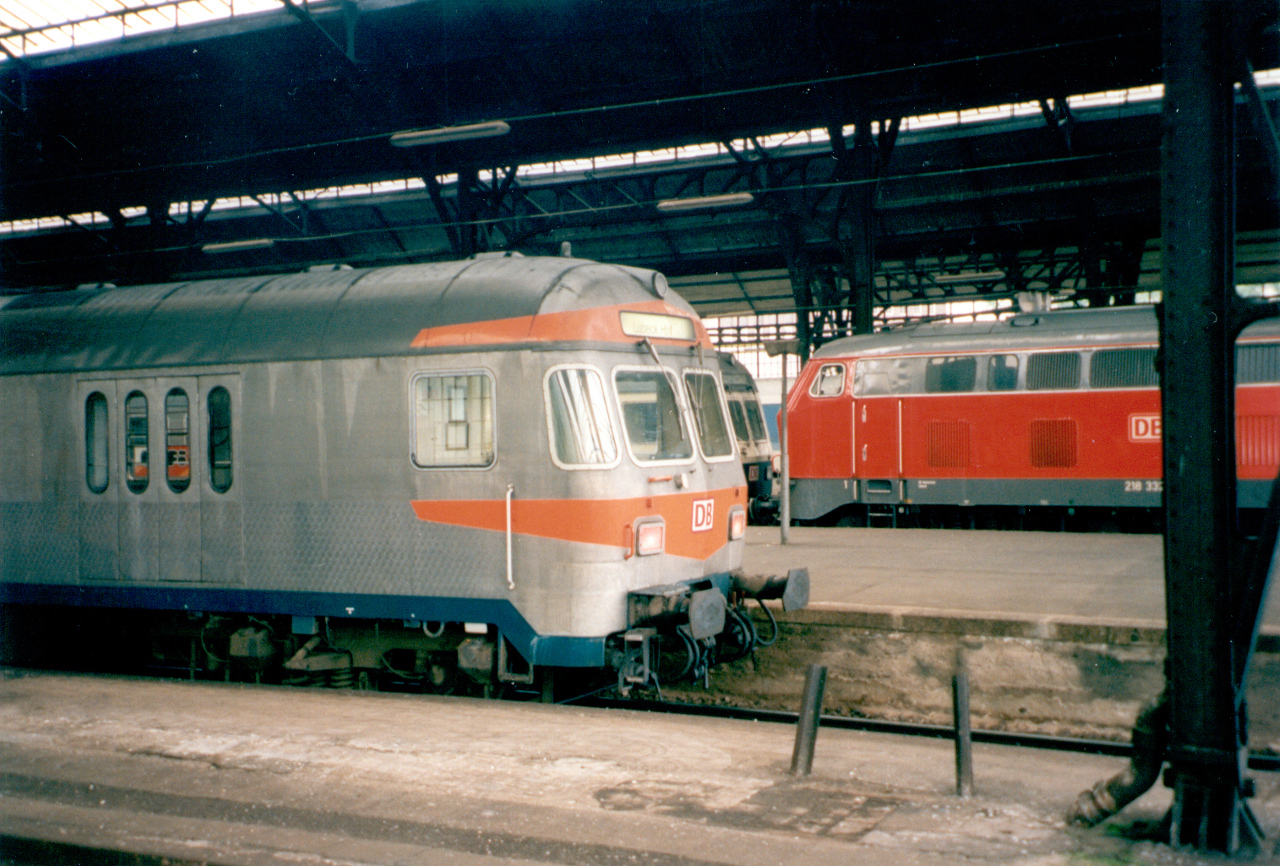
Lübeck, 1998: Steuerwagen mit Karlsruher Kopf

Die Karlsruher Werkstätte spezialisierte sich auf die Wartung von Wagen. Nach dem Zweiten Weltkrieg war das Werk zu 95 % zerstört. Nach dem Wiederaufbau wurde es bis 1997 als Instandhaltungswerk für Reisezugwagen genutzt. In dem Werk wurden zahlreiche n-Wagen zu Steuerwagen umgebaut; dieser Wagentyp wurde in der Folge bahnintern als Karlsruher Kopf bezeichnet.
Nachdem ein großer Teil der alten Gebäude und Hallen ab 1997 abgerissen wurde, beschloss die Stadt Karlsruhe als Maßnahme zum Flächenrecycling, auf dem Gelände das Wohnquartier „Karlsruhe City Park“ zu errichten, das 2017 fertiggestellt wurde. Das Gebäude der ehemaligen Kantine des Ausbesserungswerkes wurde dabei erhalten und modernisiert; seit 2001 befindet sich darin das Bürgerzentrum Südwerk. Weiterhin wurde auch der Wasserturm erhalten und wird nun als Hotel genutzt.